# Itoplectis homonae
Itoplectis homonae là một loài tò vò trong họ Ichneumonidae.